# Carhartt
Carhartt, Inc. — американська компанія з виробництва одягу, заснована в 1889 році, відома виробництвом робочого одягу, такого як куртки, джинси, сорочки, комбінезони, вогнестійкий одяг і одяг для полювання. Carhartt залишається сімейною компанією, що належить нащадкам засновника Гамільтона Кархарта, зі штаб-квартирою в Дірборні, штат Мічиган.

## Заснування та історія
Компанія Carhartt була заснована Гамільтоном Кархартом у 1889 році в Детройті. Компанія починалася з двох швейних машин і декількох робітників. Початкове розширення компанії в 1890-х роках було зосереджено на потребах залізничників у міцному та довговічному одязі. Carhartt тісно співпрацював із залізничниками, щоб переконатися, що його одяг відповідав їхнім потребам. Протягом 20 років після заснування компанія Carhartt розширила свої підприємства у восьми інших містах, у тому числі у Великобританії та Канаді . Carhartt скоротився через падіння продажів під час Великої депресії, але відродився під час Другої світової війни .
Протягом багатьох років предмети одягу Carhartt розвивали особливості торгової марки, призначені для збільшення довговічності, включаючи використання міцних ниток, посилення заклепок у місцях напруги та різноманітність міцних високотехнологічних матеріалів, стійких до полум'я, стирання, плям і води. Сьогодні одяг Carhartt зазвичай можна знайти на будівельних майданчиках, фермах і ранчо, а також на інших робочих майданчиках.
У 1990 році загальний обсяг продажів Carhartt склав 92 мільйони доларів. Станом на 1992 рік Carhartt продавала більше двох мільйонів курток на рік.

## Продукти

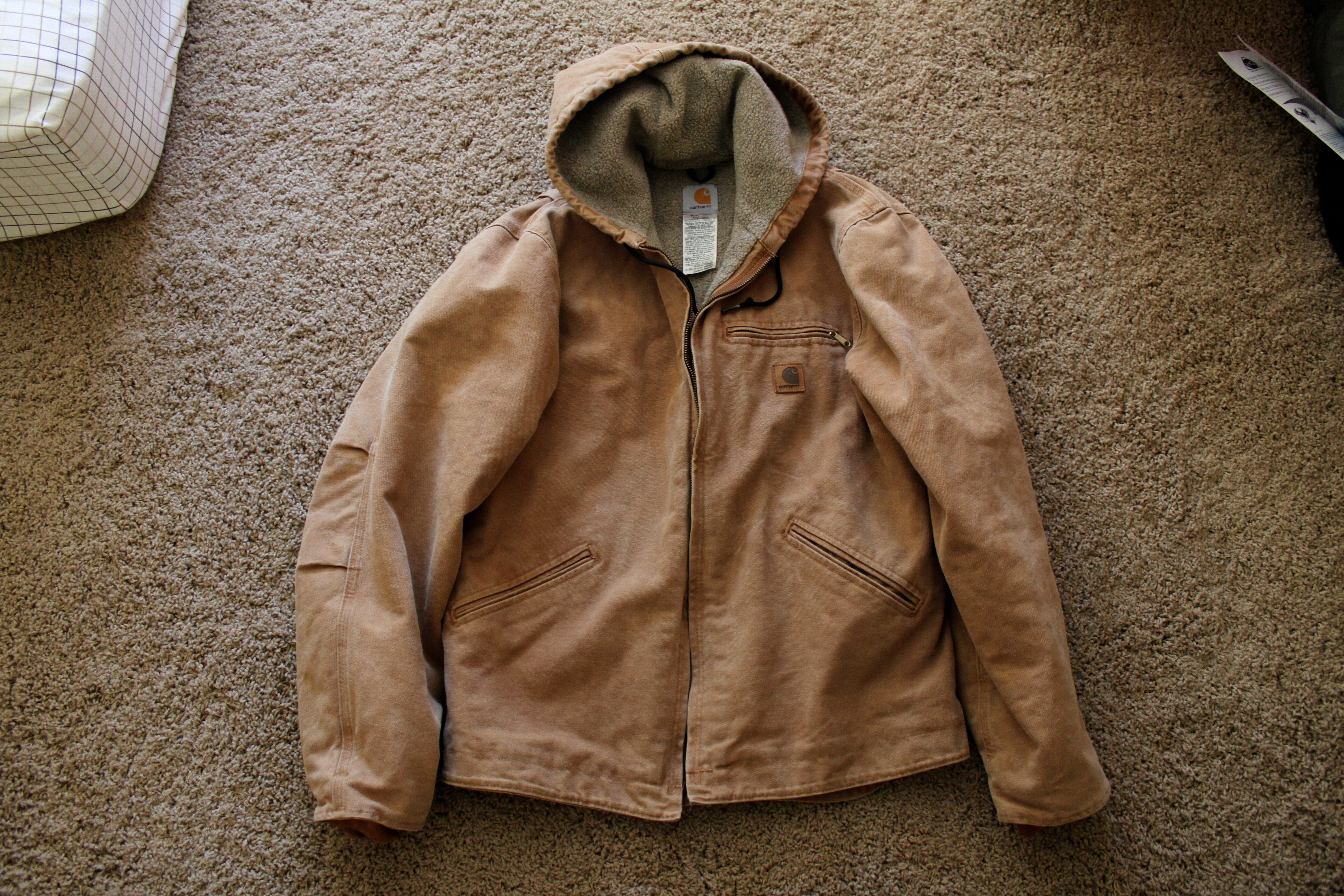
Куртка Carhartt

Carhartt відомий своїми суцільнокроєними, вітростійкими, непроникними, міцними робочими куртками, які користуються популярністю серед будівельників, шахтарів, фермерів, мисливців та людей, які подорожують на природі. Carhartt також успішно розширив свою привабливість до звичайного вуличного одягу. Куртки Carhartt однотонні і виготовлені в приглушених кольорах, таких як гірчичний, хакі та темно-синій. Зазвичай вони мають довжину до талії або три чверті. Більшість виготовлено з відносно жорсткого бавовняного полотна вагою 300 грам із потрійними швами. Carhartt також виготовляє штани та комбінезони з кольорами та матеріалами, які відповідають її курткам. Куртки Carhartt не призначені для незвично високих або струнких чоловіків; вони, як правило, розрізані посередині, щоб пристосувати здоровенних чоловіків.
У 2007 році компанія запустила лінію жіночого робочого одягу для осіннього сезону Carhartt for Women

### Співпраця
Колаборації з 2013 року також включають лінії від Adam Kimmel × Carhartt, а також колекції через лінію APC × Carhartt. В обох колекціях були використані модельєри Адам Кіммел і Жан Туіту.
У 2014 році Carhartt випустив крафтове пиво у співпраці з мічиганською пивоварнею New Holland Brewing (The Carhartt Woodsman). <

## Work in Progress (WIP)
Швейцарське подружжя Едвін і Саломе Фае, дизайнери, які спеціалізуються на джинсовій тканині, обговорювали можливість представляти Carhartt в Європі, коли вони відвідали Сполучені Штати в 1989 році (сторіччя заснування компанії). Вони почали з продажу автентичного робочого одягу Carhartt. У 1994 році вони отримали ліцензію на створення власних ліній одягу під назвою Carhartt Work in Progress (WIP) . WIP — це вулична версія бренду Carhartt, яку часто продають як Stüssy або Supreme .
Carhartt WIP часто співпрацює з іншими брендами вуличного одягу. Прикладом може бути лінія камуфляжних толстовок і курток A Bathing Ape X Carhartt WIP. Стратегія засновників WIP полягала в тому, щоб зануритися в субкультури, які їх цікавили, і продовжувати маркетингову діяльність, яка існувала в них. Це включало графіті, фанзини, скейтбординг, хіп-хоп і велосипедну команду BMX . Carhartt WIP має низку магазинів у Європі (включаючи Берлін, Лондон, Барселону та Мадрид), Азії, Австралії, а також у США (Нью-Йорк та Лос-Анджелес).
Під час лондонських заворушень у серпні 2011 року аутлет Carhartt WIP у Хакні на півночі міста було пограбовано, оскільки було вкрадено одягу на тисячі фунтів . Бренд випустив футболку з фотографією своєї вітрини в середині розграбування.

## Операції та корпоративні справи

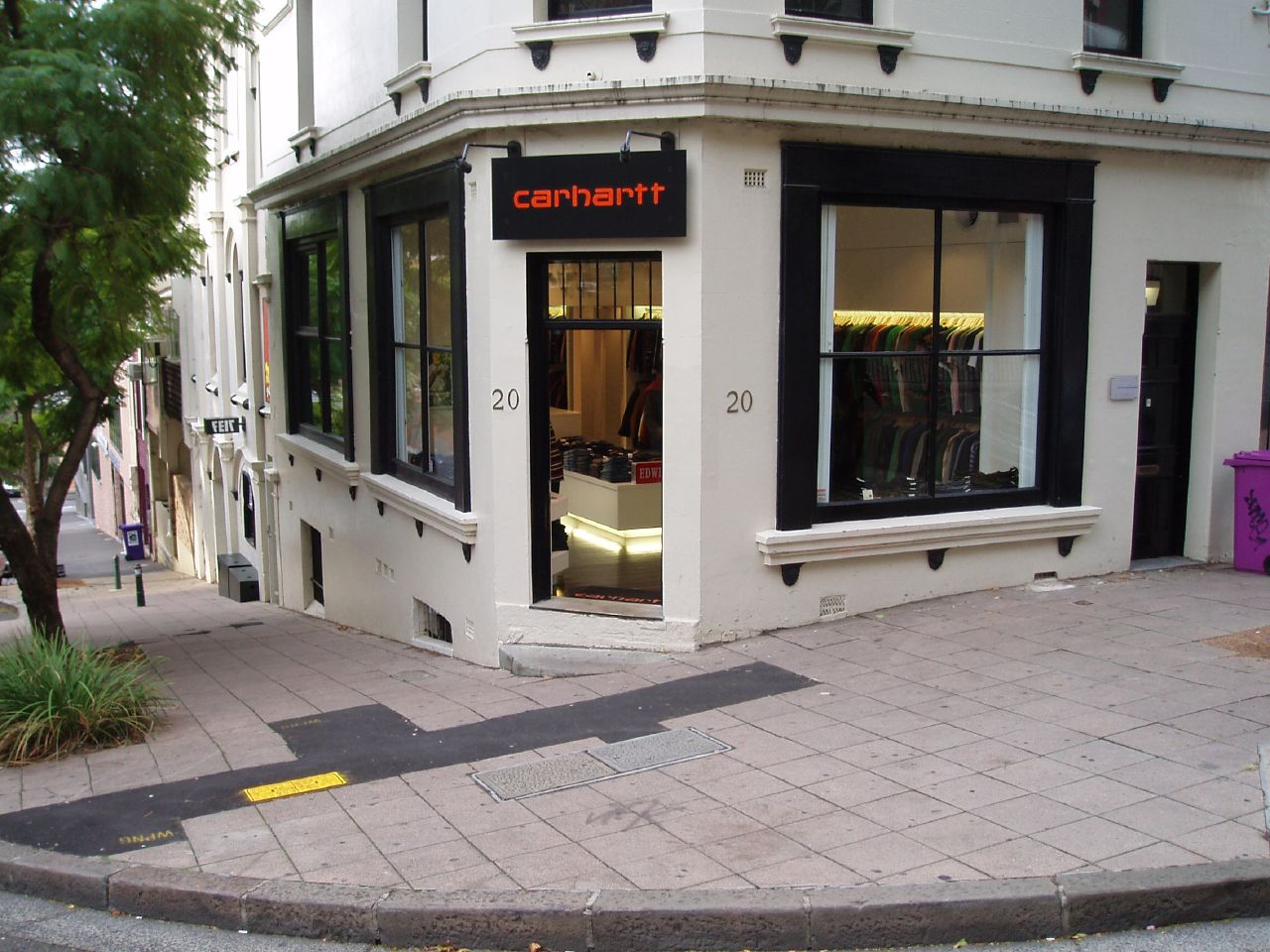
Магазин Carhartt в Сіднеї, Австралія.

Carhartt все ще є приватною сімейною компанією, що належить нащадкам засновника Гамільтона Кархарта.
Carhartt володіє та керує своєю виробничою базою в Мексиці, а також низкою об'єднаних фабрик і розподільних центрів у Сполучених Штатах. Carhartt пропонує лінію робочого одягу «Union-Made in USA» через своїх роздрібних торговців. Компанія має чотири заводи в США. Фірма також намагається використовувати вітчизняних постачальників: у 2015 році Carhartt придбала 19,5 млн фунтів бавовни з Джорджії, 32 мільйони ґудзиків, вироблених у Кентуккі, і 1 мільйон шнурків із Кентуккі.
Виробництво багатьох непрофільних предметів одягу Carhartt було передано в країни, включаючи Китай і Мексику . Carhartt вимагає, щоб її міжнародні постачальники були сертифіковані Всесвітньо відповідальним акредитованим виробництвом (WRAP).
Станом на 2003 рік Carhartt керувала чотирма заводами в двох мексиканських штатах, на яких працювало близько 2000 працівників. У 1997 році Carhartt побудувала завод у Пенхамо, штат Гуанахуато, Мексика, а в грудні 2001 року вони відкрили другий завод приблизно в 30 милях, у місті Ірапуато . У 2003 році Carhartt придбала на аукціоні два додаткові об'єкти у Ради з питань праці штату Дуранго . Усі мексиканські заводи Carhartt мають сертифікат WRAP. У 2003 році Carhartt відкрила ще один завод у Пенджамо, який раніше був старою будівлею компанії Lee.
Компанія Carhartt EMEA (Європа, Близький Схід і Африка) була створена в 2006 році для забезпечення робочого одягу на європейському ринку (WIP).

## Продажі та реклама
Великі регіональні сільськогосподарські магазини, такі як Blain's Farm &amp; Fleet, Fleet Farm і Tractor Supply Company, є одними з найважливіших роздрібних продавців компанії Сама компанія Carhartt керує роздрібними магазинами в США. Унікальним є те, що вона святкує відкриття своїх магазинів кувалдою, яка розбиває стіну замість традиційної церемонії перерізання стрічки. Компанія керує «флагманським» магазином у центрі Детройта в старій будівлі Cass Motor Sales .
Carhartt зберігає більшу частину своєї рекламної роботи всередині компанії, що є рідкістю для фірми такого розміру. Його оголошення показують реальних споживачів на реальних робочих сайтах. У минулому Кархартт зосереджувався на рекламі в таких журналах, як Popular Mechanics і American Cowboy з гаслами на кшталт «As Rugged as The Men Who Wear Them». Нещодавно компанія оновила свій стиль і навіть співпрацювала з актором Джейсоном Момоа, щоб створювати рекламу про такі речі, як серфінг, полювання.

## Спонсорство та благодійність
У Сполучених Штатах Carhartt спонсорує організації та заходи для синіх комірців, такі як Національна організація FFA та родео . Компанія також активно підтримує організовану працю. Carhartt спонсорує програми професійної підготовки, такі як Helmets to Hardhats . Carhartt також є одним із головних спонсорів Детройтського джазового фестивалю та Bassmaster College Series.
Під час рятувальних операцій у Всесвітньому торговому центрі 11 вересня компанія Carhartt пожертвувала тисячі комбінезонів рятувальній бригаді для використання на місці події.
6 квітня 2020 року компанія Carhartt перевела виробництво в США на захисні маски та медичні халати у відповідь на кризу COVID-19 . Виготовлений результат включатиме 50 000 медичних халатів і 2,5 мільйона захисних масок.